# Антуев, Ниязбек Аминович
Ниязбек Аминович Антуев (5 июня 1970, Махачкала, Дагестанская АССР, РСФСР, СССР) — советский и российский борец вольного стиля, чемпион России, судья Международной категории по вольной борьбе, Мастер спорта международного класса.

## Карьера
Дважды становился чемпионом России. Дважды участвовал на Кубке мира. После окончания спортивной карьеры работал судьёй по вольной борьбе. Также тренирует юных борцов в школе имени Али Алиева.

## Спортивные результаты
- Чемпионат РСФСР по вольной борьбе 1990 — ;
- Кубок мира по вольной борьбе 1991 — 4;
- Чемпионат России по вольной борьбе 1992 — ;
- Гран-при Германии 1992 — ;
- Кубок мира по вольной борьбе 1992 — 4;